# NK Mladost Harkanovci
NK Mladost je nogometni klub iz Harkanovaca, naselja u sastavu grada Valpova u Osječko-baranjskoj županiji.
NK Mladost je član Nogometnog središta Valpovo te Županijskog nogometnog saveza Osječko-baranjske županije.
U klubu treniraju trenutačno i natječu se samo seniori i to u sklopu 3. ŽNL Osječko-baranjske Lige NS Valpovo.

## Povijest
Sam početak nogometa u Harkanovcima se vezuje za ljetne mjesece 1950. godine kada su se zaljubljenici u nogometnu loptu počeli okupljati i međusobno igrati nogomet nedjeljom. Godine 1951. počelo se s odigravanjem i prijateljskih utakmica s klubovima iz susjednih mjesta i odlazilo se na nogometne turnire po okolnim mjestima.
Važno razdoblje za klub počelo je u jesen 1956. godine dolaskom novih učitelja Kreše Payerla i njegove supruge Eve u selo. Klub je počeo aktivnije djelovati, pa je na njegovu inicijativu i dobio svoju prvu upravu na osnivačkoj skupštini koja je održana u prostorijama osnovne škole gdje je na prijedlog Joze Majstorovića zaključeno da se nogometnom klubu da ime Mladost.
Prvi dresovi bijele boje kupljeni su od dobrovoljnih priloga samih članova u Osijeku, drugi dresovi plave boje dobiveni su zajedno s nogometnom loptom od nogometnog kluba NK Seljak Koška.
Teren na kojem je odigrana prva utakmica bila je livada pored kanala Jasenovice. Drugi teren nalazio se na seoskom pašnjaku Rašću, ali samo jednu godinu. Treći teren bio je na Malom pašnjaku gdje se i dosta dugo zadržao. Četvrti teren je današnje igralište iza bivše Šumarije i Renovčeva bostana. Godine 1965. nakon komesacije, nogometnom klubu dodijeljeno je poljoprivredno zemljište koje je preorano 1966. godine i prenamijenjeno u nogometno igralište. Prva utakmica na novom terenu odigrana je u proljeće 1967. godine.
Prvi igrači kluba su bili: Đuro Rajter (vratar), Jozo Bošnjak-Đukin (desni bek), Jozo Antolović-Jovo Franjin (lijevi bek), Marin Bošnjak-Baja Lovakov (desni half), Đuro Mikolin (centarhalf), Marin Bošnjak-Adošev (lijevi half), Stjepan Miholjčević-Matiškov (desno krilo), Mladen Bošnjak-Mlađo (desna spojka), Nikola Antolović-Ivetkov (centarfor), Jozo Majstorović (lijeva spojka) i Beno Martinović (lijevo krilo). Ovo je ujedno i postava koja je odigrala prvu utakmicu.
Početkom 1968. godine klub je primljen u članstvo SOFK-e Valpovo koja je vodila natjecanje dok nije osnovan Nogometni savez općine Valpovo 1970. godine, kad se i počelo s odigravanjem službenih utakmica u općinskoj ligi Valpovo, gdje se klub i danas natječe. Prve svlačionice napravljene su 1974. godine, ograda oko terena je postavljena 1985. godine. Druge svlačionice, današnje, napravljene su 1986. godine. Klub je osvojio i kup općine Valpovo 1988. god. te dva puta bio finalist kupa 1997. i 2001. godine.
Sredinom 90-ih godina postavljena je i rasvjeta oko terena, koja služi za večernje treninge.
Godine 1993. kao prvak općinske lige Valpovo, ulazi u viši stupanj natjecanja tj. ligu Valpovo – Donji Miholjac gdje je i postigao najveći domet u svojoj povijesti.
U klubu su postojale i selekcije pionira i juniora koje su okupljale šezdesetak djece iz sela i okolnih mjesta.

## Uspjesi kluba
1988. - kup NS Valpovo
1992./93. -prvak općinske Lige NS Valpovo
2014./15.- prvak 3. ŽNL Liga NS Valpovo,

## Vanjske poveznice
- Službene stranice grada Valpova